# Rotvoll (przystanek kolejowy)
Rotvoll – kolejowy przystanek osobowy w Rotvoll, w regionie Trøndelag w Norwegii, jest oddalony od Trondheim o 4,31 km. 

## Ruch pasażerski
Należy do linii Nordlandsbanen i Trønderbanen, Jest elementem kolei aglomeracyjnej w Trondheim i obsługuje lokalny ruch do Trondheim S i Steinkjer.  Pociągi odjeżdżają co pół godziny w godzinach szczytu i co godzinę poza szczytem.

## Obsługa pasażerów
Wiata, parking rowerowy, przystanek autobusowy. Odprawa podróżnych odbywa się w pociągu.